# Лисаковська міська адміністрація
Лисако́вська міська адміністрація (каз. Лисаков қаласы әкімдігі, рос. Лисаковская городская администрация) — адміністративна одиниця у складі Костанайської області Казахстану. Адміністративний центр — місто Лисаковськ.

## Населення
Населення — 35395 осіб (2021; 40359 у 2009, 38794 у 1999, 37245 у 1989).
Національний склад (станом на 2010 рік із врахуванням Красногорської сільської адміністрації):
- росіяни — 19885 осіб (47,57%)
- казахи — 10102 особи (24,16%)
- українці — 6767 осіб (16,19%)
- німці — 2368 осіб (5,66%)
- білоруси — 914 осіб
- татари — 593 особи
- башкири — 167 осіб
- молдовани — 113 осіб
- мордва — 113 осіб
- поляки — 107 осіб
- корейці — 77 осіб
- удмурти — 63 особи
- азербайджанці — 62 особи
- вірмени — 53 особи
- чуваші — 59 осіб
- чеченці — 23 особи
- інгуші — 10 осіб
- інші — 330 осіб

## Історія
Село Майліно було ліквідовано 2004 року. 2021 року Красногорська сільська адміністрація передана до складу Камистинського району.

## Склад
До складу адміністрації входять місто Лисаковськ та селищна адміністрація:
| Поселення                        | Населення, осіб (1989) | Населення, осіб (1999) | Населення, осіб (2009) | Населення, осіб (2021) | Центр       | К-ть нп |
| -------------------------------- | ---------------------- | ---------------------- | ---------------------- | ---------------------- | ----------- | ------- |
| Лисаковськ, місто                | 33134                  | 34540                  | 36622                  | 31748                  | -           | 1       |
| Майліно, село                    | 570                    | 621                    | -                      | -                      | -           | 1       |
| Октябрська селищна адміністрація | 3541                   | 3633                   | 3737                   | 3647                   | Октябрський | 1       |

## Найбільші населені пункти
Населені пункти з чисельністю населення понад 1000 осіб:
| № | Населений пункт | Населення, осіб (1989) | Населення, осіб (1999) | Населення, осіб (2009) | Населення, осіб (2021) |
| - | --------------- | ---------------------- | ---------------------- | ---------------------- | ---------------------- |
| 1 | Лисаковськ      | 33134                  | 34540                  | 36622                  | 31748                  |
| 2 | Октябрський     | 3541                   | 3633                   | 3737                   | 3647                   |